# Visalia (California)
Visalia, fundada en 1874, es una ciudad y sede del condado de Tulare en el estado estadounidense de California. En el año 2009 tenía una población de 125,921 habitantes y una densidad poblacional de 1,237 personas por km². La ciudad cuenta con un aeropuerto, el Aeropuerto Municipal de Visalia.

## Geografía
Visalia se encuentra ubicada en las coordenadas 36°18′03″N 119°46′58″O / 36.30083, -119.78278. Según la Oficina del Censo, la ciudad tiene un área total de 74 km² (28,6 mi²), de la cual 74 km² (28,6 mi²) es tierra y 0 km² (0 mi²) (0%) es agua.

## Demografía
Según la Oficina del Censo en 2006 los ingresos medios por hogar en la localidad eran de $51,870, y los ingresos medios por familia eran $61,074. Los hombres tenían unos ingresos medios de $36,670 frente a los $26,717 para las mujeres. La renta per cápita para la localidad era de $23,475. Alrededor del 13.3% de la población estaban por debajo del umbral de pobreza.